# Замораживание рыбы

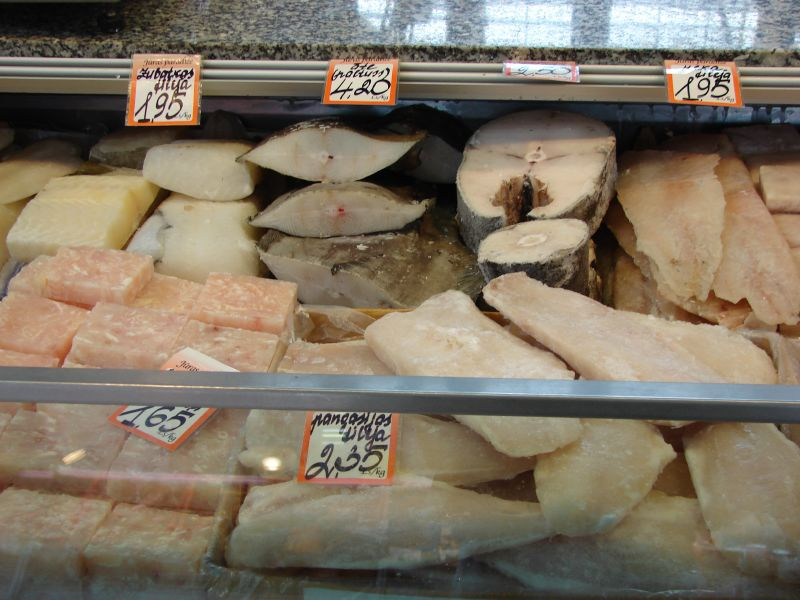
Ассортимент замороженной рыбы на Центральном рынке Риги

Замораживание рыбы — наиболее эффективный и надёжный способ консервирования рыбы, позволяющий сохранить в значительной степени её первоначальные пищевые и вкусовые свойства на длительное время. Замораживание также применяется для подготовки к последующему отделению влаги из рыбы механическим или тепловым способом, например, лиофилизацией. В общем объёме пищевой продукции рыбной промышленности России на долю мороженых рыбных продуктов в 2004 году приходилось 73,2 %. Высокое качество мороженой рыбы достигается быстрым замораживанием живой или свежеуснувшей рыбы.
Замораживанию подвергают почти все виды промысловой рыбы. Перед замораживанием рыбу сортируют по размерам, разделывают (или оставляют целой), моют и дают стечь. Рыбу замораживают неразделанной (круглой), потрошёной с головой (колодка), потрошёной обезглавленной, в виде тушек, кусков (стеков), филе и фарша. При замораживании рыбы большая часть капельножидкой влаги в тканях рыбы превращается в лёд, который подавляет деятельность микроорганизмов и ферментов на поверхности и в тканях рыбы. Образовавшиеся кристаллы льда разрушают структуру тканей рыбы. В рыбе происходят сложные физические и биохимические процессы, характер которых зависит от свойств рыбы, скорости и способа замораживания. В результате обезвоживания и под воздействием солей тканевых соков происходит денатурация белков, а также распад некоторых химических веществ в тканях рыбы (аденозинтрифосфата, креатинфосфата и гликогена), которые обусловливают определённое состояние и свойства мышечных белков. Денатурация белков изменяет состояние мяса: консистенция становится более жёсткой и водянистой, нарушается коллоидное состояние тканей. Указанные нежелательные процессы происходят в период максимального льдообразования в температурном интервале от —2 °C до —5 °C, поэтому именно эту температурную зону при замораживании рыбы стремятся проходить по возможности быстрее. При быстром замораживании в этот период обеспечивается интенсивный теплообмен, чтобы обеспечить равномерное образование большого количества мелких кристаллов при минимальных нарушениях структуры продукта. Величина кристаллов льда также зависит от условий предварительного хранения рыбы: чем больше срок и выше температура хранения, тем крупнее будут кристаллы льда при последующем замораживании.

## Способы замораживания рыбы

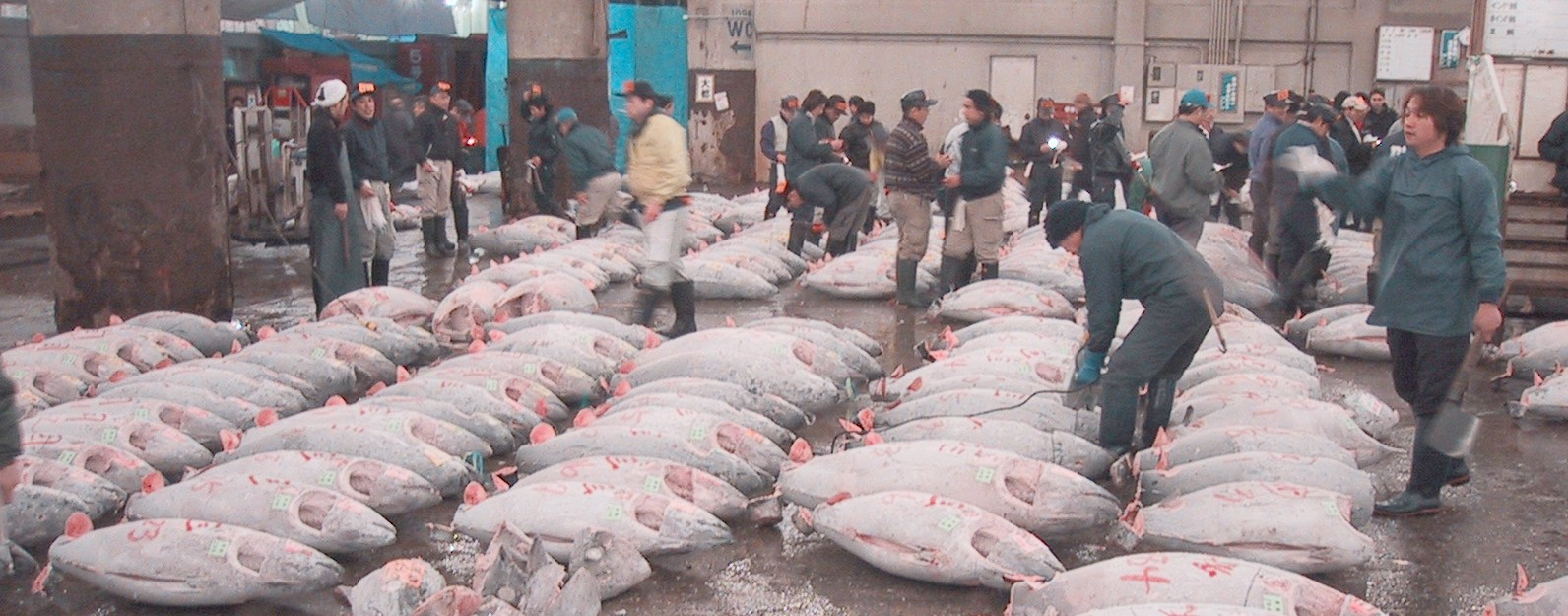
Мороженый тунец на рыбном рынке Цукидзи в Токио

Замораживание рыбы производится естественным холодом, искусственно холодным воздухом в морозильных камерах, льдосоляной смесью, рассолом и жидким азотом. Естественное замораживание рыбы — наиболее древний способ, потерявший своё практическое значение. На морозе, особенно при ветреной погоде, замораживание рыбы происходит очень быстро. Тем не менее, этот способ применяется только в отдельных районах с низкой температурой зимой на открытых площадках, расчищенных вблизи мест ведения подлёдного лова. Снег на такой подготовленной площадке заливают водой до получения гладкой ледяной поверхности. Свежевыловленная рыба немедленно раскидывается на лёд в один слой. При температуре ниже −10 °C рыба быстро замерзает, сохраняя великолепный внешний вид и отличные качества. Такая «пылкая рыба» имеет характерные признаки: растопыренные плавники, выпуклые глаза, корочка льда на поверхности рыбы и потёки крови по межжаберному промежутку (так называемый «бархатный воротник»). При замораживании рыбы при температуре выше −10 °C получается «светлый товар» — рыба с чистой и красивой рубашкой, выпуклыми глазами, но с нерасправленными плавниками и без «бархатного воротника». Хорошее качество замороженной этим способом рыбы достигается при температуре воздуха не ниже −15 °C.
Искусственное воздушное (сухое) замораживание производится в морозильных камерах и установках с температурой воздуха не выше −23 °C, оборудованных стеллажами из труб, по которым циркулирует холодильный агент. Замораживаемую рыбу укладывают ровным слоем на листы оцинкованного железа на полках, образованных трубами. Существуют также морозильные камеры с потолочными или пристенными батареями, в которых рыбу размещают на деревянных стеллажах или грузовых тележках, а также на крючьях в подвешенном состоянии. Морозильные камеры позволяют быстро разместить для замораживания относительно большое количество поступившей рыбы, но процесс замораживания идёт медленно (4—5 суток), сопровождается резкими колебаниями температуры в камере в момент загрузки и выгрузки рыбы. Значительно большей эффективностью обладают аппараты и установки интенсивного действия, в которых теплоносителем является воздух с низкой температурой, циркулирующий с большими скоростями (5—7 м/с). На судах рыбной промышленности используются в основном скороморозильные аппараты с воздушным охлаждением туннельного и конвейерного типа. Рыбу укладывают на металлические противни с крышками или в блок-формы. Компактные плиточные морозильные аппараты горизонтального и вертикального типа с устройством для подпрессовки применяются как на береговых холодильниках, так и на судах. В них рыбное филе или фарш помещаются между двумя охлаждающимися поверхностями полых плит, в которых циркулирует хладагент. Производительность плиточных аппаратов на единицу площади пола в 2—3 раза больше, чем воздушных. Искусственным воздушным замораживанием в России обрабатывается примерно 90—95 % всей добываемой рыбы.
Льдосолевое замораживание применяется только там, где нет холодильников, или в периоды массового поступления рыбы. Смесь соли и льда обладает свойством самоохлаждения. Рассольное (мокрое) замораживание рыбы производится в растворе поваренной соли концентрацией в 18—22 %, охлаждённом до температуры −16…-20 °C. Такое замораживание может быть контактным и бесконтактным (в противнях с крышками или блок-формах). Вне зависимости от способа использования рассола (погружением, орошением и распылением) замороженная рыба просаливается по всей поверхности соприкосновения с рассолом. При хранении такая рыба быстро приобретает запах и привкус солёной рыбы. Сельдевые рыбы быстро приобретают привкус и запах прогорклого жира. Жирная потрошёная рыба быстро желтеет по разрезам в брюшной части. Плавники и жабры во всех случаях не замораживаются, а просаливаются. Методом рассольного замораживания активно пользуются только при заготовке тунца в море на тунцеловных судах непосредственно в трюмах.
Лучшим и высокоэффективным способом замораживания рыбы признано погружение в нетоксичный испаряющийся хладагент, что позволяет исключить из технологии промежуточные звенья и обеспечить высокие качество и выход продукции. При криогенном способе замораживаемая рыба вводится в герметичную камеру, куда затем подаётся жидкий холодильный агент, чаще жидкий азот. По мере испарения газообразный азот отсасывается и направляется на повторное охлаждение и сжижение для последующего использования.

## Глазурование рыбы
Глазурование рыбы — процесс образования на всей поверхности мороженой рыбы тонкой (2—4 мм) ледяной оболочки, выполняющей функцию защиты продукта от воздействия внешней среды и предохранения рыбы от усушки и окисления жира. Для формирования глазури применяют погружение в пресную воду температурой 1—2 °C или орошение под душем такой водой при температуре в помещении не выше −12 °C. Для лучшего предохранения от окисления жира в мясе мороженой рыбы рекомендуется добавлять в воду антиокислители (аскорбиновую и лимонную кислоты, глютаминат натрия). После обработки водой рыбу выдерживают при низкой температуре, чтобы слой воды замёрз на поверхности. Глазурь должна покрывать рыбу ровным сплошным слоем и не отставать от неё при лёгком постукивании.

## Хранение мороженой рыбы
При хранении мороженая рыба подвергается усушке. Разделанная рыба теряет в массе больше, чем неразделанная. Глазированная рыба усыхает только за счёт испарения ледяной глазури, поэтому при своевременном повторном глазурировании можно исключить потери массы рыбы на продолжительном хранении. Обязательное глазурирование предусмотрено только для рыб ценных пород (белорыбицы, сёмги, нельмы, европейского лосося, осетровых).
При хранении мороженой рыбы происходит перекристаллизация льда. Количество кристаллов снижается, но увеличиваются их размеры, что приводит к нарушению целостности мышечных волокон и денатурации белков, которые плохо удерживают влагу, что приводит к вытеканию сока при размораживании рыбы. Консистенция рыбного мяса становится дряблой и сухой.
Окисление происходит у мороженой рыбы, содержащей в составе жира много высоконепредельных жирных кислот (сельдевых, анчоусовых). Цвет рыбы меняется постепенно на жёлтый, позднее красно-бурый, вкус становится неприятным, прогорклым.